# Бжескі (Мазовецьке воєводство)
Бжескі (пол. Brzeski) — село в Польщі, у гміні Кльвув Пшисуського повіту Мазовецького воєводства.
Населення — 138 осіб (2011).
У 1975-1998 роках село належало до Радомського воєводства.

## Демографія
Демографічна структура станом на 31 березня 2011 року:
|          | Загалом | Допрацездатний вік | Працездатний вік | Постпрацездатний вік |
| -------- | ------- | ------------------ | ---------------- | -------------------- |
| Чоловіки | 86      | 10                 | 56               | 20                   |
| Жінки    | 52      | 10                 | 23               | 19                   |
| Разом    | 138     | 20                 | 79               | 39                   |